# Yazoo lands

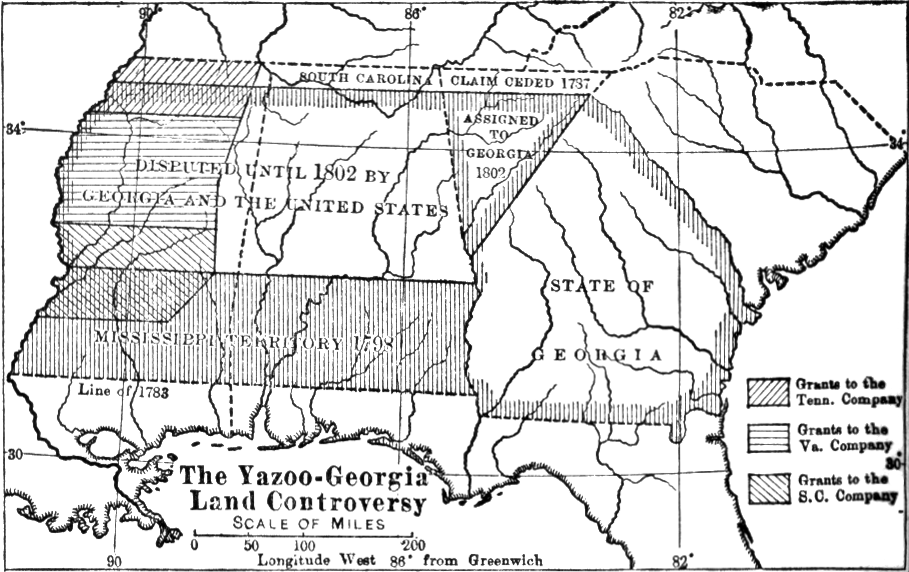
Kaart van de Yazoo lands, met aanduiding van het gebied tot 1802 betwist door de staat Georgia en de Amerikaanse federale overheid ("Disputed until 1802 by Georgia and the United States").

De Yazoo lands waren de gebieden in het westen en het centrum van de Amerikaanse staat Georgia, toen die staat zich nog uitstrekte tot de oevers van de Mississippi. De streek was vernoemd naar de Yazoo, de oorspronkelijke lokale volksstam die leefde binnen de grenzen van de hedendaagse staat Mississippi. De Yazoo lands zouden later grotendeels deel uitmaken van de Amerikaanse staten Mississippi en Alabama.
In de jaren 1790 waren de Yazoo lands deel van een groot politiek schandaal in de staat Georgia, het Yazoo land-schandaal, dat in 1802 leidde tot de afstand van de Yazoo lands door Georgia aan de Amerikaanse federale overheid in het Pact van 1802.